# النزاع على سيادة أرخبيل تشاغوس

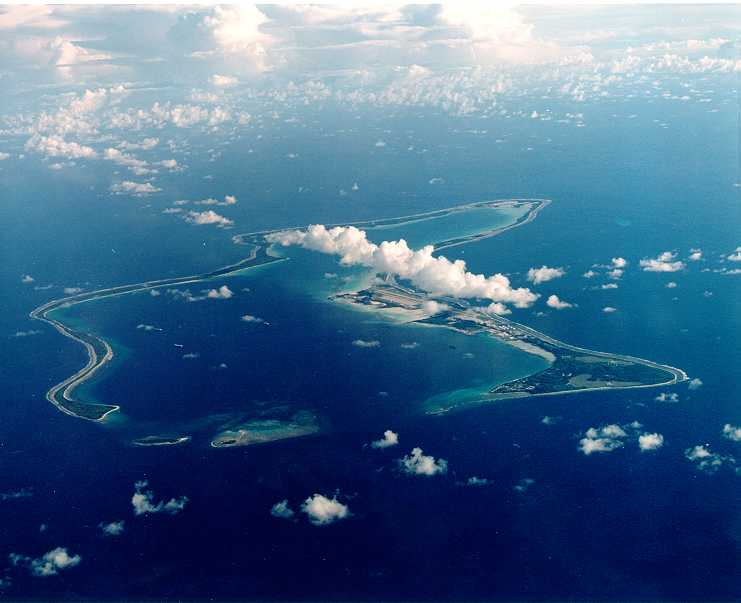

تتنازع كل من جزر المالديف، وموريشيوس، والمملكة المتحدة على فرض سيادتها على أرخبيل تشاغوس. أكّدت جمهورية موريشيوس مرارًا على أن أرخبيل تشاغوس يُعد جزءً من أراضيها وأن ادعاءات المملكة المتحدة ومطالبتها يُشكّل انتهاكًا لقرارات الأمم المتحدة التي تُحظّر تقسيم الأراضي المستعمرة قبل الحصول على استقلالها. صرّحت المملكة المتحدة أنها لا تشك في سيادة تشاغوس، وقالت أيضًا أن الجزُر ستُعاد إلى موريشيوس ما لم تُعد حاجة الجزُر للأغراض الدفاعية. قررت موريشيوس إحالة لمنطقة للسيادة الدولية وبحث مسألة النزاع في جميع المحافل القانونية والسياسية المعنيّة.
أعرب كل من الاتحاد الأفريقي وحركة عدم الانحياز عن تأييدهم بالإجماع لمصلحة موريشيوس بشأن مسألة تشاغوس.
ينص دستور موريشيوس على أن جزُر موريشيوس الخارجية تشمل جزر موريشيوس، «رودريغوس»، «أغلاليغا»، «كارغادوس كاراغوس» وأرخبيل تشاغوس بما فيه «دييغو غارسيا»، بالإضافة لأي جزيرة أخرى تتألف منها موريشيوس. صرّحت موريشيوس بأنها لا تعترف بإقليم المحيط الهندي البريطاني الذي أنشأته المملكة المتحدة عبر انتزاع أرخبيل تشاغوس من إقليمها قبل الحصول على الاستقلال، وتدّعي بأن أرخبيل تشاغوس بما في ذلك جزر دييغو غارسيا تُشكّل جزءًا لا يتجزّأ من أراضي موريشيوس بموجب قانونها بالإضافة للقانون الدولي.
فصلَت المملكة المتحدة أرخبيل تشاغوس عن موريشيوس، وكلًا من جزر «ألدابرا المرجانية»، «فاركوهار»، «ديسروتشس» عن «سيشيل»، وذلك لتُشكّل منطقة المحيط الهندي البريطاني. أُنشئت الجزر رسميًا في الثامن من نوفمبر عام 1945، كإقليم خارجي للمملكة المتحدة. بيد أن كلًا من جزر «ألدابرا المرجانية»، «فاركوهار»، أُعيدت إلى سيشيل في 23 يونيو عام 1976، وذلك بعد حصولها على الاستقلال.
في 18 مارس عام 2015، أقرّت محكمة التحكيم الدائمة بالإجماع بأن المنطقة البحرية المحمية (إم بّي إيه) التي أعلنتها المملكة المتحدة في أبريل 2010 حول أرخبيل تشاغوس تُشكّل انتهاكًا للقانون الدولي. وبحسب تصريح رئيس وزراء جمهورية موريشيوس بأنه وللمرة الأولى تنظر فيها أيّ هيئة تحكيمية أو محكمة دولية لسلوك البلاد وتُدينه، وأضاف واصفًا الحكم بأنه علامة هامة في الكفاح المتواصل، على عدة مستويات، السياسة، الدبلوماسية وغيرها، وذلك للحكومات المتتالية على مر السنين من أجل ممارسة موريشيوس الفعالة للسيادة التي تطالب بها على أرخبيل تشاغوس. نظرت الهيئة التحكيمية بشكل تفصيليّ للتعهدات التي قدّمتها المملكة المتحدة لوزراء موريشيوس في محادثات «لانكستر هاوس» التي عُقدت في سبتمبر 1965. حيث زعمت المملكة المتحدة بأن هذه التعهدات غير مُلزمة وليست ذات مكانة في القانون الدولي. رفضت المحكمة هذه الحجّة رفضًا قاطعًا، معتبرة أن تلك التعهدات أصبحت اتفاقًا دوليًا ملزمًا بشأن استقلال مويشيوس، وأنها كانت ملزمة للمملكة المتحدة من ذلك الحين. وخلُصت إلى أن التزامات المملكة المتحدة تجاه موريشيوس فيما يتعلّق بحقوق الصيد وحقوق النفط والمعادن في أرخبيل تشاغوس تُعد لزامًا قانونيًا عليها.

## الخلفية التاريخية
بدأ المستكشفون البرتغاليون بدخول المحيط الهندي مجازفةً في أواخر القرن الخامس عشر، وسجّلوا موقع موريشيوس بالإضافة لجزُر «ماسكارين» الأخرى؛ «رودريغز» و«ريونيون» -تُعد ريونيون حاليًا بأنها دائرة فرنسية في الخارج-. وفي القرن السادس عشر، انضم إلى البرتغاليين بحّارة هولنديون وإنجليز، حيث أقامت الدولتان شركات في شرق الهند بهدف استغلال الفرص التجارية للمحيط الهندي والشرق الأقصى. وعلى الرغم من أن موريشيوس كانت تُستخدم كنقطة توقّف في الرحلات الطويلة من وإلى المحيط الهندي؛ لم تُبذل أي محاولة نحو إقامة منطقة استيطان دائمة.
اُنشئت أول مستعمرة دائمة في موريشيوس من قِبل شركة الهند الشرقية الهولندية عام 1638، حافظ فيها الهولنديون على وجود صغير لهم في موريشيوس مع انقطاع قصير دام حتى عام 1710، لحظة تخلّي شركة الهند الشرقية الهولندية عن الجزيرة، لتستولي الحكومة الفرنسية على موريشيوس عام 1715 بعد رحيل هولندا، مطلقةً عليها اسم (إيل دو فرانس).
كان أرخبيل تشاغوس معروفًا خلال تلك الفترة، حيث ظهر على الخرائط البرتغالية في أوائل عام 1538، لكنّه ظل حاله غير متأثرٍ إلى حد كبير. طالبت فرنسا تدريجيًا بالأرخبيل واستقصته في منتصف القرن الثامن عشر، ومنحت امتيازات لإقامة مزارع جوز الهند، مما أدى لإقامة مستوطنة دائمة. أدارت فرنسا خلال تلك الفترة أرخبيل تشاغوس واعتبرته تابعًا لإيل دو فرانس.
في عام 1810، استولى البريطانيون على المنطقة الفرنسية (إيل دو فرانس) وأعادوا تسميتها موريشيوس. تنازلت فرنسا –بموجب معاهدة باريس في 30 مايو 1814- عن إيل دو فرانس وكل ما هو تابع لها (بما في ذلك أرخبيل تشاغوس) للمملكة المتحدة.

### الإدارة البريطانية لموريشيوس وأرخبيل تشاغوس
منذ تاريخ تخلّي فرنسا وحتى الثامن من نوفمبر عام 1965، عندما فُصل أرخبيل تشاغوس عن مستعمر موريشيوس، تولّت المملكة المتحدة إدارة الأرخبيل بوصفه تابعًا لموريشيوس. كان اقتصاد الأرخبيل في تلك الفترة قائم بشكل أساسيّ على مزارع جوز الهند، وصادراته من الكوبرا (نواة جوز الهند المجفف) لإنتاج الزيت، على الرغم من الأنشطة الأخرى التي نشأت مع التوسّع السكاني في الأرخبيل. مُورست الإدارة البريطانية على أرخبيل تشاغوس بوسائل شتى، كزيارات قام بها مفوّضون خاصون ورجال قضاء من موريشيوس لأرخبيل تشاغوس.
بالرغم من أن الخطوط العريضة للإدارة البريطانية للمستعمرة لم تكن مكان نزاع خلال تلك الفترة، إلى أن الطرفان يختلفان حول مدى النشاط الاقتصادي في أرخبيل تشاغوس ومدى أهميته بالنسبة لموريشيوس، وعن أهمية وضع الأرخبيل باعتباره تابعًا. تؤكّد موريشيوس أن هناك صلات اقتصادية وثقافية واجتماعية وثيقة بين موريشيوس وأرخبيل تشاغوس، وأن إدارة أرخبيل تشاغوس، بوصفه جزءًا من مكوّنات موريشيوس، استمرت دونما انقطاع طوال فترة الحكم البريطاني. وعلى النقيض من ذلك، تؤكد المملكة المتحدة بأن الأرخبيل لم يكن سوى إدارة فضفاضة جدًا من موريشيوس، وفي القانون والواقع كان مختلفًا تمامًا عن جزيرة موريشيوس، وأن لا صلة اقتصادية بين الجزُر وموريشيوس، بخلاف كونها موردًا لزيت جوز الهند، وإن العلاقات الاقتصادية والاجتماعية والثقافية بين الأرخبيل وموريشيوس لا علاقة لها بأي حال من الأحوال بالوضع القانوني للأرخبيل.

### استقلال موريشيوس
استكملت إدارة الحاكم البريطاني لموريشيوس العمل ابتداء من عام 1831، بإنشاء مجلس للحكومة، يتكوّن أساسًا من أعضاء حسب وظيفتهم وأعضاء معينين من الحاكم. وأضفى الطابع الديموقراطي على تشكيل هذا المجلس في وقت لاحق من خلال التقدّم تدريجي بأعضاء منتخبين. وفي عام 1947، حل اعتماد دستور جديد لموريشيوس محل مجلس الحكومة ومجالس تشريعية وتنفيذية منفصلة. وكان المجلس التشريعي يتألف من الحاكم رئيسًا، و19 عضوًا منتخبًا، و12 عضوًا رشحهم الحاكم و3 أعضاء بحكم وظائفهم.
جرت أول انتخابات للمجلس التشريعي في عام 1948، حصل فيها حزب العمل في موريشيوس (إم إل بّي) على 12 مقعدًا من أصل 19 مقعدًا متاحًا للأعضاء المنتخبين، وعزز هذا الحزب موقعه في انتخابات عام 1953 من خلال تأمين 14 مقعدًا من المقاعد المتاحة، رغم أن الحزب افتقر إلى الأغلبية العامة في المجلس التشريعي بسبب وجود عدد من الأعضاء الذين عينهم الحاكم.